# آنالیز کسب‌وکار
آنالیز کسب‌وکار (انگلیسی: Business analysis)
یا تجزیه و تحلیل کسب‌وکار، یک رشته تحقیقاتی برای شناسایی نیازهای تجاری و تعیین راه حل‌ها در مشاغل تجاری است. این راه حل‌ها اغلب شامل توسعه سیستم‌های نرم‌افزاری می‌باشد، که گاهی ممکن است بهبود روند، تغییر سازمانی یا برنامه‌ریزی استراتژیک و سیاست گذاری را نیز دربر گیرد. به فردی که این کار را انجام می‌دهد، تحلیل‌گر کسب‌وکار گفته می‌شود.